# إيمانويال جوزيف سياس
إيمانويال جوزيف سياس (بالفرنسية: Emmanuel-Joseph Sieyès، وتُلفظ: [sjejɛs]، مواليد 3 مايو 1748 - 20 يونيو 1836)، يُعرَف في الغالب باسم آبيه سياس، كان أَبّاتِيًا رومانيًا كاثوليكيًا، وقسيسًا وكاتبًا سياسيًا. وواحدًا من كبار المُنظرين السياسيين للثورة الفرنسية، وقد لعب دورًا بارزًا أيضًا في حكومة القناصل والإمبراطورية الفرنسية الأولى.
أصبح كُتيبه لعام 1789 بعنوان «ما هي الطبقة الثالثة؟» البيان الرسمي للثورة، وساعد في تحويل المجلس التشريعي العام إلى الجمعية الوطنية في يونيو 1789. عُرض عليه منصبٌ في حكومة المديرين الفرنسية، ولكنه رفضه. بعد أن أصبح مديرًا عام 1799، كان بين المُدبرين لانقلاب 18 برومير (8 نوفمبر)، الذي أوصل نابليون بونابرت إلى السلطة. وصاغ أيضًا مصطلح «علم الاجتماع» في مخطوطة غير منشورة، وقدَّم إسهاماتٍ نظرية كبيرة إلى العلوم الاجتماعية الناشئة.

## النشأة
وُلد سياس في 3 مايو 1748 وكان الطفل الخامس لوالديه أونوريه وآنابيل سياس في بلدة فريجوس في جنوب فرنسا. كان والده جامع ضرائب محليًا يجني دخلًا متواضعًا، وبينما كان لدى الأسرة بعض الدماء النبيلة، فقد كانوا من عامة الشعب. حصل على تعليمه المبكر عن طريق المعلمين الخصوصيين واليسوعيين. قضى أيضًا بعض الوقت في كلية العقائد في دراكينيان. كان يرغب في الأصل بأن ينضم إلى الجيش ويُصبح جنديًا، ولكن صحته الضعيفة، بالإضافة إلى تدّيُّن والديه أدَّيا به بدلًا من ذلك إلى السعي وراء مسار مهني ديني. عرض النائب العام لفريجوس المساعدة على سياس، لأنه شعر أنه مدين لوالده.

## تعليمه
قضى سياس عشر سنواتٍ في معهد لتعليم اللاهوت لكنيسة سان سولبيس في باريس. دّرّس هناك علم اللاهوت والهندسة لكي يُحضِّر نفسه للدخول إلى الكهنوت. اكتسب سُمعة بسرعة في المدرسة لموهبته واهتمامه بالعلوم، مدموجيَن مع هَوَسِه بـ «المبادئ الفلسفية الجديدة» ونفوره من اللاهوت التقليدي. دَرَس سياس لدخول الكهنوت في الكنيسة الكاثوليكية في السوربون. بينما كان هناك، أصبح متأثرًا بتعاليم جون لوك، وكوندياك، وكيناي، وميرابو، وتيرجو، والإنسيكلوبيديون، ومفكرين سياسيين آخرين من عصر التنوير، كلها بدلًا من التأثر باللاهوت. في عام 1770، حصل على أول شهادة دبلوم له في اللاهوت، وكان ترتيبه في آخر قائمة المرشحين الناجحين وكان ذلك انعكاسًا لكراهيته للتعليم الديني. في عام 1772، رُسِّمَ قسيسًا، وحصل على رخصته في اللاهوت بعد سنتين.

## مسيرته المهنية الدينية
بالرغم من تبني سياس لفكر عصر التنوير، فقد رُسِّمَ قسيسًا عام 1773. وبالرغم من هذا لم يُوظَّف في الحال. أمضى وقته يبحث في الفلسفة وتطوير الموسيقى حتى سنة تالية في أكتوبر 1774 عندما وُعِدَ بمنصب كاهن في بريتاني كنتيجة لطلباتٍ من أصدقاء مُتنفذين. من سوء حظ سياس، لم يُكلَّف هو بهذا المنصب حتى وفاة شاغل المنصب السابق. في نهاية عام 1775، حصل سياس على منصبه الحقيقي الأول بوظيفة سكرتير لأسقف تريجيه حيث قضى سنتين في منصب نائب الأبرشية. ظل في المجلس التشريعي لبروتاني وأصبح مشمئزًا من القوة الهائلة التي تمتلكها الطبقات المتميزة. في عام 1780، نُقل أسقف تريجيه إلى أسقفية شارتر، ورافقه سياس إلى هناك باعتباره نائبه الأسقفي العام، وأصبح في النهاية كاهنًا للكاتدرائية ومستشارًا لأسقفية شارتر. لكون أسقف تريجيه يُكن احترامًا كبيرًا لسياس، كان قادرًا على التصرف بمثابة ممثل لأسقفيته في مجلس أعيان الإكليروس. أصبح سياس أخلال تلك الفترة يُدرك السهولة التي يترقى فيها النبلاء في المناصب الكنسية مقارنةً بعوام بالشعب. على وجه التخصيص، كان ساخطًا على الميزات الممنوحة للنبلاء ضمن نظام الكنيسة واعتقد بكون نظام المحسوبية مُذلًا لعامة الشعب.
أثناء بقائه في المناصب الكنسية، حافظ سياس على تهكم ديني على خلاف منصبه. بحلول الوقت الذي تلقى فيه الأوامر لدخول الكهنوت، كان سياس قد» حرَّرَ نفسه من جميع العواطف والأفكار الخرافية«. حتى عند التواصل مع والده شديد التدين، أظهر سياس نقصًا في التدين بالنسبة لرجل مسؤول عن أسقفية شارتر.  قبِل سياس المهنة الدينية لا لأن لديه أي ميولٍ دينية قوية، ولكن بسبب اعتباره لها الوسيلة الوحيدة للترقي في مهنته باعتباره كاتبًا سياسيًا.

## «ما هي الطبقة الثالثة؟»
في عام 1788، اقترح لويس السادس عشر ملك فرنسا عقد اجتماعٍ للمجلس التشريعي العام لفرنسا بعد فترة توقف لأكثر من قرن ونصف. مكَّن هذا الاقتراح سياس من نشر كُتيبه المشهور في يناير 1789، مع دعوة جاك نيكر للكتّاب الفرنسيين لتوضيح وجهات نظرهم فيما يخص تنظيم المجتمع عن طريق طبقات المجتمع، وعنوانه «ما هي الطبقة الثالثة؟» يبدأ بجوابه:
ما هي الطبقة الثالثة؟ كل شيء. ماذا كانت في النظام السياسي حتى هذه اللحظة؟ لا شيء. ماذا تُريد أن تُصبح؟ شيئًا ما.
ويقال إن هذه العبارة، التي كانت ما تزال مشهورة، مستوحاة من نيكولا شامفور. كان الكُتيب ناجحًا جدًا، وبالرغم من مهنة كاتبه الإكليريكية (التي جعلته جزءًا من الطبقة الأولى)، فقد انتُخب ليكون آخر مندوب (رقم عشرين) للطبقة الثالثة من باريس إلى المجلس التشريعي العام. لعب دوره الرئيسي في السنوات الأولى للثورة، وصاغ إعلان حقوق الإنسان والمواطن، ووسَّع نظريات سيادة وستفاليا، وسيادة الشعب، والديمقراطية التمثيلية المُضمَّنة في كُتيبه، مع التفريق بين المواطنين الفعالين وغير الفعالين ما برر اقتصار حق التصويت على الذكور الذين يمتلكون عقارات.
حرَّض كُتيب سياس جمهوره على الرد بطريقة متطرفة بسبب احتوائه على» المشاكل السياسية لتلك الفترة مُحرَّفة باتجاه ثوريٍ أكثر«. في الفصل الثالث من كُتيبه، اقترح سياس أن الطبقة الثالثة ترغب بأن تكون» شيئًا«. ولكنه قال أيضًا، كنتيجة للسماح فقط للأنظمة ذات الامتياز بالوجود، فهم يطلبون أن يصبحوا «أقل شيءٍ ممكن». التمَسَ باستعمال بلاغةٍ كهذه في كُتيبه الأسباب الشائعة لتُوحد الجمهور. في الوقت الذي أثرَّت فيهم للتحرك إلى ما بعد الطلبات البسيطة واتخاذ موقف جذري أكثر بخصوص طبيعة الحكومة. في هذه الحالة، خلق الموقف الذي اتخذته الطبقة الثالثة شعورًا بالوعي بأن مشاكل فرنسا لم تكن مُجرد مسألة معالجة» الطغيان الملكي«، ولكن الامتيازات غير المتساوية تحت القانون قسَّمت الأمة. بدأ نضال الثورة من هذه النقطة بشكل جدي من أجل التوزيع العادل للسلطة والحقوق المتساوية.

### تأثيره على الثورة
لعب سياس دورًا رئيسيًا في تشكيل تيارات الفكر الثوري الذي سار بفرنسا باتجاه الثورة الفرنسية. في كُتيبه، لخَّص رغبات وخيبات أمل الطبقة المُبعدة من الناس الذين شكَّلوا الطبقة الثالثة. هاجم أُسُس الحكم الأترافي الفرنسي عن طريق تعليل كون النبالة مؤسسة مخادعة، تفترس الطبقة الوسطى المُثقلة واليائسة. أعرَبَ الكُتيب عن مخاوفٍ بالإمكان أن تُصبح مسائل نقاشية حاسمة خلال عقد اجتماع المجلس التشريعي العام لعام 1789.

## روابط خارجية
- إيمانويال جوزيف سياس على موقع الموسوعة البريطانية (الإنجليزية)